# Сент-Мор, Элджернон, 15-й герцог Сомерсет
Элджернон Сент-Мор (англ. Algernon St Maur; 22 июля 1846, Бат, Сомерсет, Великобритания — 22 октября 1923, Мейден-Брэдли, Уилтшир, Великобритания) — британский аристократ и военный, 15-й герцог Сомерсет, 15-й барон Сеймур и 13-й баронет Сеймур с 1894 года.

## Биография
Элджернон Сент-Мор родился 22 июля 1846 года в Бате (Сомерсет). Он был старшим сыном Элджернона Сент-Мора, 14-го герцога Сомерсета, и его жены Горации Мориер. Элджернон получил образование в Британском королевском военно-морском колледже в Дартмуте, служил в чине лейтенанта в 60-м пехотном стрелковом полку, участвовал в экспедиции Уолсли в 1870 году. После увольнения с военной службы он несколько лет провёл в Северной Америке, где владел ранчо. После смерти отца в 1894 году Сент-Мор стал 15-м герцогом Сомерсетом.
5 сентября 1877 года в Форресе (Морей) Элджернон Сент-Мор женился на Сьюзен Маргарет Ричардс Маккиннон (1853—1936), дочери Чарльза Маккиннона из Коррихатачана и Генриетты Стадд. Этот брак остался бездетным, так что после смерти Элджернона герцогский титул перешёл к представителю другой ветви рода — Эдуарду Сеймуру.
Герцог Сомерсет был похоронен на Бримбл-Хилл-Кламп рядом со своей главной резиденцией в Брэдли-Хаусе, Мейден-Брэдли (Уилтшир). Его вдова тоже была похоронена там после смерти в 1936 году. Могилы супругов находятся в небольшом лесу на вершине холма, окружённом сельскохозяйственными угодьями, окружены металлической оградой и отмечены стоячими грубыми камнями с маленькими текстовыми табличками.